# 용산초등학교 (사천시)
용산초등학교(龍山初等學敎)는 대한민국 경상남도 사천시 봉남동에 있는 공립 초등학교이다.

## 학교 연혁
- 1938년 6월 1일 삼천포일출공립심상소학교 부설 궁지간이학교 개교
- 1943년 8월 28일 삼천포욱(아사이)공립국민학교 개교
- 1946년 2월 25일 삼천포용산국민학교 개칭
- 1996년 3월 1일 용산초등학교 개칭
- 2024.09.01 제35대 최낙환 교장선생님 취임
- 2024.03.01 사천학생뮤지컬단 거점학교 운영(2년간)
- 2024.01.10 제76회 졸업장 수여식(졸업생 89명 / 총 10,073명 졸업)
- 2023.01.11 제75회 졸업장 수여식(졸업생 92명 / 총 9,984명 졸업)
- 2022.01.11 제74회 졸업장 수여식(졸업생 120명 / 총 9,892명 졸업)
- 2021.01.12 제73회 졸업장 수여식(졸업생 112명 / 총 9,772명 졸업)

## 특기사항
- 2011년 3월 1일 : 경상남도교육청 지정 특색과제 정책연구학교
- 2012년 3월 1일 : 경상남도교육청 지정 융합 인재교육 시범학교
- 2012년 5월 1일 : 경상남도교육청 지정 스마트 교실 운영학교

## 참고 자료
- 용산초등학교 - 한국교육학술정보원 학교알리미